# Station Vers-en-Montagne
Station Vers-en-Montagne is een spoorwegstation in de Franse gemeente Vers-en-Montagne.